# Amnesia (Diskothek)

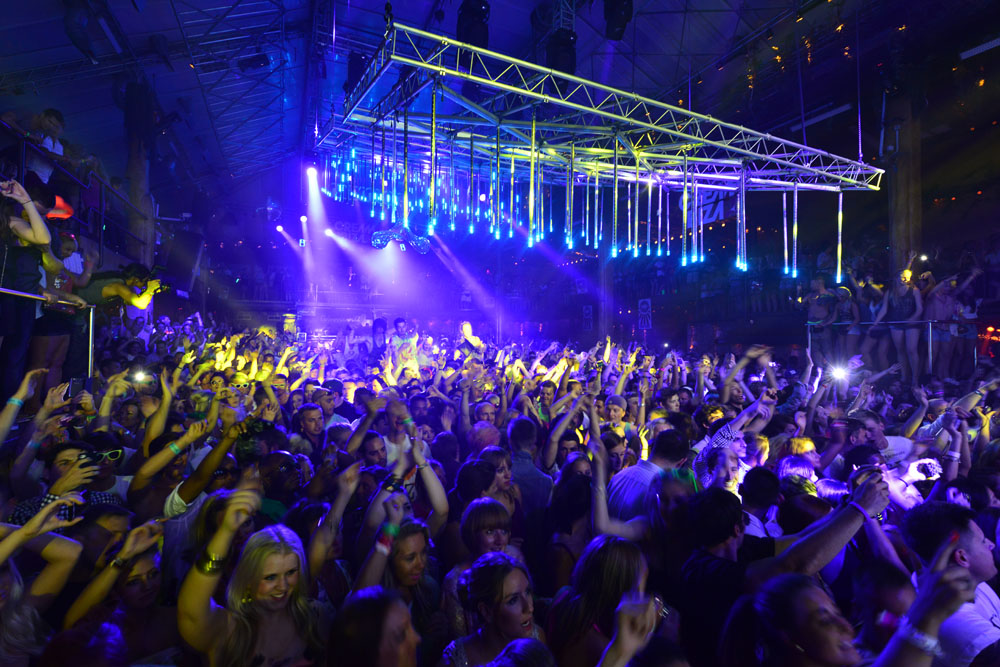
Partygäste auf der Terrace des Amnesia im Jahr 2012

Das Amnesia ist eine der weltweit größten und bekanntesten Diskotheken. Es befindet sich in der Nähe von Sant Rafel, auf halber Strecke an der Hauptstraße zwischen der Stadt Ibiza und Sant Antoni de Portmany auf der spanischen Insel Ibiza.

## Geschichte

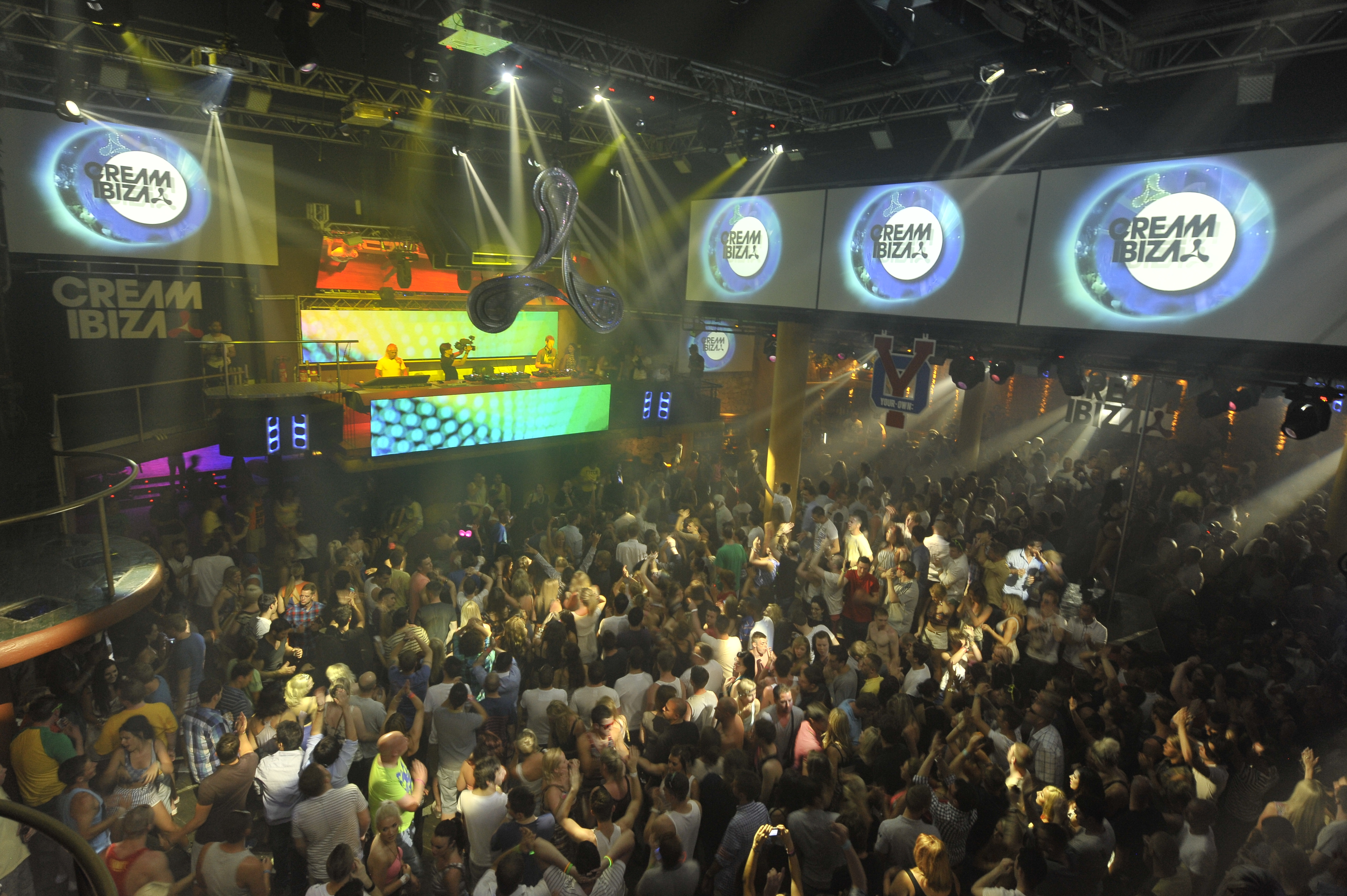
Der sogenannte Main Room des Amnesia im Jahr 2012

Der Club wurde 1970 gegründet. Über die Jahre traten viele berühmte Künstler wie Bob Marley, Led Zeppelin, David Bowie, Madonna, Bruce Springsteen oder Prince auf. Der Wechsel zu elektronischer Tanzmusik kam Anfang der 90er-Jahre mit dem Durchbruch von House/Techno in Europa. 
Heute hat die Diskothek ein Fassungsvermögen von über 5000 Personen und ist unterteilt in zwei Bereiche: Main Room und Terrace. Im Main Room wird meist Trance-Musik gespielt, je nach Show aber auch Techno oder House. Die Terrasse hingegen beschränkt sich in der Regel auf House und Electro.
Im Amnesia spielten bereits DJs wie Armin van Buuren, Carl Cox, Chris Liebing, Marco Carola, Marco V, Paul Oakenfold, Paul van Dyk, Richie Hawtin, Skrillex, Steve Aoki, Sven Väth oder Tiësto, einige von ihnen traten auch wiederholt im Amnesia auf.
Das Amnesia wurde im Rahmen der Winter Music Conference zum „Best Global Club“ der Jahre 2006, 2007 und 2008 gewählt.

## Programm
In der Regel wird während der Hauptsaison täglich eine andere Show veranstaltet. So fand in vergangenen Jahren beispielsweise montags der Cocoon Club mit Sven Väth im Amnesia statt, dienstags die Veranstaltung des Labels Armada mit Armin van Buuren, donnerstags die Party Cream mit DJs wie Paul van Dyk und Marco V, und freitags die Party Made in Italy, bei der italienische DJs wie Stefano Fontana auflegten. In den Tagen dazwischen traten mittwochs und sonntags die Resident-DJs bei der Foam Party bzw. samstags bei People from Ibiza auf. Neben den genannten DJs traten bei diesen Partys regelmäßig internationale Gast-DJs auf.

## Zwangspause 2007
Im Juni 2007 wurde das Amnesia von den spanischen Behörden für die Dauer von zunächst einem Monat geschlossen. Der "Bora Bora"-Bar und dem "DC-10" wurden zweimonatige Zwangspausen verordnet. Der Grund hierfür lag in einem Wechsel der Antidrogen-Strategie des spanischen Innenministeriums, das sich im Hinblick auf die zunehmenden Drogenexzesse der ibizenkischen Partyszene zu einer Politik der zero tolerance entschlossen hat. Ermittlungen der Guardia Civil haben Beweise für eine stillschweigende Duldung von Drogenkonsum und -handel der Clubbetreiber ergeben, was entsprechende gerichtliche Schließungsverfügungen ermöglichte. Die Clubbesitzer warfen dem Innenministerium Willkür vor, da ähnliche Vergehen auch in anderen Diskotheken auf der Insel gang und gäbe seien und dass die spanischen Behörden ein Exempel statuieren wollen, um der Drogenszene auf Ibiza generell eine Warnung zu geben.